# 팅글리 콜리시엄
팅글리 콜리시엄(영어: Tingley Coliseum)는 미국 뉴멕시코주 앨버커키에 위치한 실내 경기장이다. 과거 D-리그 앨버커키 선더버즈와 CHL 뉴멕시코 스콜피언스의 홈경기장으로 사용했다.